# Brachycentrus kuwayamai
Brachycentrus kuwayamai är en nattsländeart som beskrevs av Wiggins, Tani och Tanida 1985. Brachycentrus kuwayamai ingår i släktet Brachycentrus och familjen bäcknattsländor. Inga underarter finns listade i Catalogue of Life.